# 후루사토 (모닝구무스메의 노래)
후루사토(ふるさと 고향[*])는 1999년 7월 14일에 발매된 모닝구무스메의 여섯 번째 싱글이다.

## 개요
- 아베 나츠미 혼자 노래하며, 다른 멤버는 코러스를 담당한다. 자켓 사진 역시 정면을 바라보는 아베 나츠미를 중심으로 좌우에 멤버의 얼굴이 늘어서 있다.

- 층쿠♂는 "폴 매카트니 혼자 부르는 비틀즈 노래"를 예로 들어 아베 나츠미 혼자 노래하는 싱글의 이유를 설명하였다.

- 《ASAYAN》에서는 스즈키 아미의 "BE TOGETHER"와 동시 발매 랭킹 대결이 기획되었으며, 최고순위 5위로 1위를 차지한 스즈키 아미와의 대결에서 패하였다.

- 뮤직 비디오는 아베 나츠미가 홋카이도에 귀성하는 다큐멘터리 형식으로, 콘크리트로 뒤엉킨 도쿄도의 혼잡한 풍경과, "고향"이라고 부르는 것이 어울리는 비에이역, 비에이정 등 대자연의 풍경을 대치시켰다. 각 멤버들]의 어머니가 얼굴을 감춘 채 출연하였으며, 멤버들의 어린 시절 사진도 공개되었다.

- 층쿠♂ 명의의 첫 프로듀스 작품.

- 아베 나츠미의 솔로 앨범 외톨이에서 셀프 커버. 그 밖에 이치이 사야카 with 나카자와 유코가 앨범 FOLK SONGS에서 커버하였으며, 나카자와 유코의 두 번째 앨범 제2장~강한 척~에 "고향 (나카자와 유코 Version)"이 수록되었다.

- '과거 모닝구무스메의 곡을 새로운 멤버에 의해 셀프 커버한다'라고 하는 취지로 팬클럽 한정 DVD 시리즈 기획 《베스트 샷》에서 야구치 마리(Vol. 1), 츠지 노조미(Vol. 2), 다카하시 아이(Vol. 3), 니이가키 리사(Vol. 4)가 커버하였다.

- 2005년 콘서트 투어에서 다카하시 아이와 후배 멤버가 커버하였다. 또한 쿠스미 코하루의 최종 오디션 과제곡으로도 사용되었다.

- 다른 버전의 음원을 추가한 12cm반이 2004년 12월 15일에 발매된 모닝구무스메 EARLY SINGLE BOX에 수록되었으며, 2005년 3월 2일에는 이 작품이 싱글로 발매되었다.

## 수록곡

### 8cm반
1. ふるさと
작사, 작곡 : 층쿠 / 편곡 : 고니시 다카오
2. 忘れらんない
작사, 작곡 : 층쿠 / 편곡 : 고니시 다카오 & 시타마치 교다이
3. ふるさと (Instrumental)

### 12cm반
1. ふるさと
2. 忘れらんない
3. ふるさと (Instrumental)
4. ふるさと (Early Vocal Version)

## 참여 뮤지션
※괄호는 트랙 번호
- 고니시 다카오 - 키보드 & 프로그래밍
- 후루카와 노조미 - 기타
- 가쓰우라 고 - 머니퓰레이터

## 차트
- 주간최고순위 5위 (오리콘 차트)